# Gimme All Your Lovin’
«Gimme All Your Lovin’» (с англ. — «Дай мне всю свою любовь») — песня и пятнадцатый сингл американской блюз-рок-группы ZZ Top, первый сингл альбома Eliminator. Входит в десятку ключевых для группы песен по мнению коллектива обозревателей журнала Rolling Stone.

## О песне
Сингл записывался в 1983 году в ходе работы над альбомом Eliminator. Песня «Gimme All Your Lovin’», открывающая альбом, стала едва ли не самой показательной с точки зрения изменившегося в 1983 году стиля группы, впрямую приблизившегося к поп-музыке, с ровным ритмом ударных в 4/4 (точнее, драм-машины), темпом в 120 (124) ударов в минуту, и с текстами в гораздо меньшей степени двусмысленными. На этом и на следующем альбомах множество песен обозревателями были названы «переработкой „Gimme All Your Lovin’“», «наполовину „Gimme All Your Lovin’“», то есть песня стала стандартом творчества для группы. «Простой роковый бит от Бирда устанавливает темп для энергичных риффов „Gimme All Your Lovin’“ (которая в свою очередь устанавливает темп всему альбому)», да и собственно устанавливает стандарт для последующего творчества группы, от которого она пыталась уйти в течение следующих десятилетий.
Билли Гиббонс отметил, что это одна из первых песен, где группа рискнула в полной мере использовать синтезаторы.
Текст песни для ZZ Top в общем почти безобидный, но тем не менее, содержит некие двусмысленности из области секса.
Песня была выпущена синглом в 1983 году, добралась до 2-й позиции в Hot Mainstream Rock Tracks и 37-й позиции в Billboard Hot 100. В Великобритании сингл сначала не имел особого успеха, но на волне успеха в США потребовалось его перевыпускать и сингл добрался до 10-й позиции. Сингл стал популярен во всём мире и по замечанию обозревателя Rolling Stone «Вы разве что валялись в коме, если в 1983 году не имели возможности потанцевать под „Legs“, „Sharp Dressed Man“, и „Gimme All Your Lovin’“».
ZZ Top впервые за историю группы сняли на песню видеоклип, и песня послужила открывающей так называемую MTV-эпоху в истории группы. В клипе впервые появились такие, ставшие впоследствии известными, элементы имиджа группы как красный родстер Eliminator (за ремонт и апгрейд которого фанат старых автомобилей Гиббонс отдал около 130 000 долларов), брелок ZZ Top со сдвоенными буквами Z, ставший логотипом группы, три ZZ-девушки, появляющиеся в следующих клипах серии.
Всё, чем станет хард-рок в продолжение десятилетия, всё это распушение хвоста, фанфаронство, поп-песни, претендующие быть металом, обязательная насыщенная ротация на МТV — всё это создало трио напряжённо работающих техасских буги-менов, которые просто хотели немного побаловаться с модными клавишными. Если что-то и есть настоящий символ поп-культуры 80-х, так это эта песня.       
Оригинальный текст (англ.)Everything that hard rock would become in the ensuing decade, all the tail feather shaking, the braggadocio, the pop-songs-pretending-to-be-metal, the crucial MTV video saturation, all of it created by a trio of hard-working Texan boogiemen who just wanted to fiddle around with some new-fangled keyboards. If anything is truly emblematic of 1980’s pop culture, it’s this song.

## Сторона «Б»
Сторона «Б» была представлена в нескольких разных вариантах. Наиболее распространён 7" вариант с песней «If I Could Only Flag Her Down» на второй стороне. При этом 7" промо-пластинки были также с песней «Gimme All Your Lovin’» в моно- и стерео-вариантах, и с песней «Got Me Under Pressure». В 1994 году вышли переиздания сингла на CD, где на второй стороне в одном случае была песня «Rough Boy», в другом «Sharp Dressed Man». 12"-релиз в одном варианте был с песнями «Jesus Just Left Chicago», «Arrested for Driving While Blind» и	«Heard It on the X», а в другом варианте с песнями «T.V. Dinners» и «Sharp Dressed Man»

## В культуре
- Leningrad Cowboys в 1993 году записали живую кавер-версию песни с участием Ансамбля песни и пляски Российской армии имени А. В. Александрова с использованием отрывка из Гимна СССР[6]
- Filter в 2011 году записали свою версию для трибьют-альбома ZZ Top: A Tribute from Friends[7].

## Участники записи
- Билли Гиббонс — гитара, вокал
- Дасти Хилл — бас-гитара
- Фрэнк Бирд — ударные, перкуссия

Технический состав:
- Билл Хэм — музыкальный продюсер
- Терри Мэннинг — звукооператор

## Чарты
| Чарт (1983—1985)                | Позиция |
| ------------------------------- | ------- |
| Австралия (Kent Music Report)   | 82      |
| Бельгия/Фландрия (Ultratop 50)  | 11      |
| Канада (RPM Top Singles)        | 39      |
| Франция (IFOP)                  | 19      |
| Ирландия (IRMA)                 | 9       |
| Нидерланды (Dutch Top 40)       | 8       |
| Нидерланды (Single Top 100)     | 3       |
| Великобритания (OCC UK Singles) | 10      |
| США Billboard Hot 100           | 37      |
| США Billboard Top Tracks        | 2       |
| США Cash Box                    | 43      |